# Burgschleinitz-Kühnring
Burgschleinitz-Kühnring is een gemeente in de Oostenrijkse deelstaat Neder-Oostenrijk, gelegen in het district Horn (HO). De gemeente heeft ongeveer 1400 inwoners.

## Geografie
Burgschleinitz-Kühnring heeft een oppervlakte van 41,84 km². Het ligt in het noordoosten van het land, ten noordwesten van de hoofdstad Wenen en iets ten zuiden van de grens met Tsjechië.
Altenburg · Brunn an der Wild · Burgschleinitz-Kühnring · Drosendorf-Zissersdorf · Eggenburg · Gars am Kamp · Geras · Horn · Irnfritz-Messern · Japons · Langau · Meiseldorf · Pernegg · Röhrenbach · Röschitz · Rosenburg-Mold · Sigmundsherberg · Sankt Bernhard-Frauenhofen · Straning-Grafenberg · Weitersfeld
- Gemeinsame Normdatei: 4211414-7
- MusicBrainz: 0d935dd7-3d87-43f4-b07c-d59f5442a215
- Virtual International Authority File: 149607940